# Donje Nerodimlje
Nerodime e Poshtme en albanais et Donje Nerodimlje en serbe latin (en serbe cyrillique : Доње Неродимље) est une localité du Kosovo située dans la commune/municipalité de Ferizaj/Uroševac, district de Ferizaj/Uroševac (Kosovo) ou district de Kosovo (Serbie). Selon le recensement kosovar de 2011, elle compte 1 337 habitants, dont une majorité d'Albanais.

## Histoire
À proximité du village se trouvent les forteresses de Veliki Petrič et Mali Petrič, construites au XIVe siècle et toutes deux inscrites sur la liste des monuments culturels d'importance exceptionnelle de la République de Serbie et sur celle des monuments culturels du Kosovo. Après la victoire de Stefan Dušan (roi de 1331 à 1346 ; empereur de 1346 à 1355) lors de la bataille de Nerodimlje en 1331, son adversaire Stefan Dečanski (1322-1331) se réfugia dans la forteresse de Veliki ou de Mali Patrič mais, assiégé, il fut contraint de se rendre.

## Démographie

### Évolution historique de la population dans la localité
| 1948 | 1953 | 1961 | 1971 | 1981  | 1991  | 2011  |
| ---- | ---- | ---- | ---- | ----- | ----- | ----- |
| 586  | 669  | 750  | 945  | 1 302 | 1 594 | 1 337 |

|  |